# Agrostis bettyae
Agrostis bettyae är en gräsart som beskrevs av Surrey Wilfrid Laurance Jacobs. Agrostis bettyae ingår i släktet ven, och familjen gräs. Inga underarter finns listade i Catalogue of Life.